# Devil's Den
Devil's Den es una ventana cárstica o cenote en la que un techo sobre un río subterráneo colapsó, exponiendo el agua a la superficie abierta, cerca de Williston, en el Estado de Florida en los Estados Unidos. Es de propiedad privada y funciona como un centro de formación para el buceo con instalaciones recreativas.
El agua del río subterráneo tiene una temperatura constante de 22. °C. En la temperatura fría el vapor de agua emerge de la superficie del río forma un penacho visible por encima de la entrada de la cueva, lo que los primeros colonos europeos creyeron era una chimenea del infierno.